# 1. Division 1897/1998
Třetí ročník 1. Division (1. belgické fotbalové ligy) se konal od 31. října 1897 do 20. března 1898.
Sezonu vyhrál podruhé za sebou klub RFC Lutych. Nejlepším střelcem se stal hráč FC Bruselu Frank König.